# Aiptasia parva
Aiptasia parva is een zeeanemonensoort uit de familie Aiptasiidae.
Aiptasia parva is voor het eerst wetenschappelijk beschreven door Carlgren in 1938.